# Barbara McClintock
Barbara McClintock, (født 16. juni 1902, død 2. september 1992), var en amerikansk videnskabskvinde og en af verdens mest fremtrædende cytogenetiker der blev tildelt Nobelprisen i fysiologi eller medicin i 1983.